# Lettre d'un cinéaste à sa fille
Série Trilogie de la cabane
Les Films rêvés
(2010)
Pour plus de détails, voir Fiche technique et Distribution.
Lettre d'un cinéaste à sa fille est un film documentaire belge d'Eric Pauwels, sorti en 2000. 
Dans ce moyen métrage, le cinéaste s'adresse à sa fille, Lotte. Présenté dans plusieurs festivals, il a remporté le prix Henri Storck du meilleur film en 2001, décerné au meilleur documentaire, ainsi que la Colombe d'argent au DOK Leipzig,,. 
Il est le premier volet de la Trilogie de la cabane de Pauwels, également composée des film Les Films rêvés et La Deuxième Nuit.

## Synopsis
Dans cette lettre cinématographique, un père cinéaste — Eric Pauwels lui-même — parle à la première personne à sa fille, qui lui demande « Pourquoi il ne réalise pas des films pour enfants ? » La réponse est donnée sous forme de plusieurs récits, comme des contes ou des anecdotes, accompagnés de réflexions de l'auteur, qui s'adresse à sa fille et au spectateur, en exprimant son point de vue sur le cinéma, la poésie, et la vie en général,.
Largement inspiré de la vie de Pauwels, ce récit se place dans un genre original, tantôt documentaire, montrant des personnes et des lieux réels, tantôt personnel et subjectif, prenant alors la forme d'un essai.

## Fiche technique
Source : Internet Movie Database,
- Titre original : Lettre d'un cinéaste à sa fille
- Réalisation : Eric Pauwels
- Photographie : Rémon Fromont et Eric Pauwels
- Son : Ricardo Castro
- Montage : Rudi Maerten
- Production : Eric Pauwels
- Sociétés de production : Ulrike, l’atelier CBA et la RTBF
- Pays de production :  Belgique
- Durée : 46 minutes
- Année de sortie : 2000